# Channel One Cup 2014
Der Channel One Cup 2014 war die 47. Austragung des gleichnamigen Wettbewerbs und wurde vom 18. bis 21. Dezember 2014 in der russischen Olympiastadt Sotschi und der tschechischen Hauptstadt Prag ausgetragen. Das Turnier war Teil der Euro-Hockey-Tour-Saison 2014/15. Der Sieger des Turniers wurde die gastgebende russische Nationalmannschaft.

## Turnierverlauf
| 18. Dezember 2014 18:30 Uhr (UTC+2) | Tschechien Jan Kovář (13:04) Michal Birner (13:56) Roman Červenka (23:26) Ondřej Němec (35:21) | 4:6 (2:0, 2:3, 0:3) Spielbericht | Schweden Patrik Hersley (30:17) Patrik Hersley (30:33) Johan Fransson (31:31) Johan Fransson (43:17) Mattias Janmark (54:56) Andreas Johnsson (56:15) | O2 Arena, Prag Zuschauer: 16.348 |

| 18. Dezember 2014 17:00 Uhr (UTC+3) | Russland Jewgeni Medwedew (19:07) Sergei Plotnikow (59:43) | 2:0 (1:0, 0:0, 1:0) Spielbericht | Finnland | Bolschoi-Eispalast, Sotschi Zuschauer: 11.150 |

| 20. Dezember 2014 12:00 Uhr | Schweden Jimmie Ericsson (24:06) Patrik Hersley (28:14) | 2:3 (0:1, 2:1, 0:1) Spielbericht | Russland Anton Below (4:57) Ilja Kowaltschuk (38:10) Ilja Kowaltschuk (43:11) | Bolschoi-Eispalast, Sotschi Zuschauer: 10.400 |

| 20. Dezember 2014 16:00 Uhr | Finnland Sami Lepistö (19:01) Sakari Salminen (42:18) Joonas Donskoi (PS) | 3:2 n. P. (1:0, 0:2, 1:0, 0:0, 1:0) Spielbericht | Tschechien Lukáš Radil (23:42) Dominik Simon (25:53) | Bolschoi-Eispalast, Sotschi Zuschauer: 2.352 |

| 21. Dezember 2014 12:00 Uhr | Russland Alexander Kutusow (14:16) Igor Grigorenko (19:30) Jegor Jakowlew (24:21) | 3:2 (2:0, 1:1, 0:1) Spielbericht | Tschechien Jan Kovář (31:06) Erik Hrňa (47:38) | Bolschoi-Eispalast, Sotschi Zuschauer: 10.453 |

| 21. Dezember 2014 16:00 Uhr | Finnland Joonas Donskoi (13:36) Sakari Salminen (29:14) Sakari Salminen (PS) | 3:2 n. P. (1:0, 1:2, 0:0, 0:0, 1:0) Spielbericht | Schweden Oscar Möller (23:14) Jimmie Ericsson (37:34) | Bolschoi-Eispalast, Sotschi Zuschauer: 3.641 |

| Pl. |            | Sp | S | OTS | OTN | N | Tore  | Punkte |
| 1.  | Russland   | 3  | 3 | 0   | 0   | 0 | 08:04 | 9      |
| 2.  | Finnland   | 3  | 0 | 2   | 0   | 1 | 06:06 | 4      |
| 3.  | Schweden   | 3  | 1 | 0   | 1   | 1 | 10:10 | 4      |
| 4.  | Tschechien | 3  | 0 | 0   | 1   | 2 | 08:12 | 1      |

Abkürzungen: Pl. = Platz, Sp = Spiele, S = Siege, OTS = Siege nach Verlängerung (Overtime) oder Penaltyschießen, OTN = Niederlagen nach Verlängerung oder Penaltyschießen, N = Niederlagen

## Statistik

### Beste Scorer
Quelle: swehockey.se
| Spieler          | Mannschaft | Sp | T | V | Pkt | SM | +/− |
| ---------------- | ---------- | -- | - | - | --- | -- | --- |
| Patrik Hersley   | Schweden   | 3  | 3 | 2 | 5   | 4  | +3  |
| Jimmie Ericsson  | Schweden   | 3  | 2 | 3 | 5   | 2  | +2  |
| Linus Omark      | Schweden   | 3  | 0 | 5 | 5   | 0  | +2  |
| Ilja Kowaltschuk | Russland   | 2  | 2 | 2 | 4   | 2  | +1  |
| Sami Lepistö     | Finnland   | 3  | 1 | 3 | 4   | 2  | +3  |
| Sakari Salminen  | Finnland   | 3  | 3 | 0 | 3   | 0  | +1  |
| Oscar Möller     | Schweden   | 3  | 1 | 2 | 3   | 2  | +2  |

(Legende zur Spielerstatistik: Sp oder GP = absolvierte Spiele; T oder G = erzielte Tore; V oder A = erzielte Assists; Pkt oder Pts = erzielte Scorerpunkte; SM oder PIM = erhaltene Strafminuten; +/− = Plus/Minus-Bilanz; PP = erzielte Überzahltore; SH = erzielte Unterzahltore; GW = erzielte Siegtore; 1 Play-downs/Relegation; Kursiv: Statistik nicht vollständig)

### Beste Torhüter
Quelle: swehockey.se
| Spieler              | Mannschaft | Sp | Min    | SaT | GT | GTS  | SVS | Sv%    | SO | S | N |
| -------------------- | ---------- | -- | ------ | --- | -- | ---- | --- | ------ | -- | - | - |
| Mikko Koskinen       | Finnland   | 2  | 130:00 | 69  | 4  | 1,85 | 65  | 94,20  | 0  | 2 | 0 |
| Henrik Karlsson      | Schweden   | 2  | 124:38 | 44  | 5  | 2,41 | 39  | 88,64  | 0  | 0 | 2 |
| Jakub Kovář          | Tschechien | 2  | 124:04 | 44  | 5  | 2,42 | 39  | 88,64  | 0  | 0 | 2 |
| Alexander Jerjomenko | Russland   | 1  | 60:00  | 27  | 0  | 0,00 | 27  | 100,00 | 1  | 1 | 0 |
| Atte Engren          | Finnland   | 1  | 59:11  | 24  | 1  | 1,01 | 23  | 95,83  | 0  | 0 | 1 |
| Konstantin Barulin   | Russland   | 1  | 60:00  | 27  | 2  | 2,00 | 25  | 92,59  | 0  | 1 | 0 |

(Legende zur Torhüterstatistik: GP oder Sp = Spiele insgesamt; W oder S = Siege; L oder N = Niederlagen; T oder U oder OT = Unentschieden oder Overtime- bzw. Shootout-Niederlage; Min. = Minuten; SOG oder SaT = Schüsse aufs Tor; GA oder GT = Gegentore; SO = Shutouts; GAA oder GTS = Gegentorschnitt; Sv% oder SVS% = Fangquote; EN = Empty Net Goal; 1 Play-downs/Relegation; Kursiv: Statistik nicht vollständig)

## Auszeichnungen
- Bester Torhüter:  Jakub Kovář
- Bester Verteidiger:  Sami Lepistö
- Bester Stürmer:  Danis Saripow